# 萨洛 (意大利)
萨洛（義大利語：Salò）是意大利伦巴第大区布雷西亚省内的一个小镇，位于加尔达湖畔。该镇以1943年至1945年曾作为法西斯主义的意大利社会共和国（又称萨罗共和国）首都而闻名。